# Wibault 7
Wibault 7 là một loại máy bay tiêm kích của Pháp trong thập niên 1920, do hãng Société de Avions Michel Wibault thiết kế chế tạo.

## Biến thể
Wib.7
Wib.72
Wib.73
Wib.74
Vickers Wibault

## Quốc gia sử dụng
Chile
- Không quân Chile

 Pháp
- Không quân Pháp
- Hải quân Pháp

 Paraguay
- Không quân Paraguay

 Ba Lan

## Tính năng kỹ chiến thuật (Wib 7)
Dữ liệu lấy từ The Complete Book of Fighters
Đặc điểm tổng quát
- Kíp lái: 1
- Chiều dài: 7.45 m (24 ft 5⅓ in)
- Sải cánh: 11.00 m (36 ft 1⅛ in)
- Chiều cao: 2.90 m (9 ft 6⅛ in)
- Diện tích cánh: 22.0 m2 (236.8 ft2)
- Trọng lượng rỗng: 827 kg (1.823 lb)
- Trọng lượng có tải: 1.444 kg (3.183 lb)
- Powerplant: 1 × Gnome et Rhône 9Ac, 313 kW (420 hp)

Hiệu suất bay
- Vận tốc cực đại: 227 km/h (141 mph)
- Tầm bay: 600 km (373 dặm)
- Trần bay: 8.500[2] m (27.900 ft)
- Vận tốc lên cao: 5,4[3] m/s (1.070 ft/phút)

Vũ khí trang bị
- 2x Súng máy Vickers 7,7 mm